# واژگون شدن (ترانه)
«واژگون شدن» (به انگلیسی: Capsize) ترانه‌ای از گروه آمریکایی، فرنشیپ است. این آهنگ در ۱۸ ژوئن ۲۰۱۶ با کمک ترانه سرای آمریکایی امیلی وارن منتشر شد.

## موفقیت
| جدول ۲۰۱۶       | رتبه |
| --------------- | ---- |
| نروژ (VG-lista) | ۱۱   |